# Sistema tributari d'Espanya
El sistema tributari espanyol són tots els tributs que els diferents nivells de les Hisendes Públiques de l'Estat Espanyol exigeixen. L'estat i les distintes entitats públiques necessiten uns ingressos per complir els seus objectius.

## Classificació dels tributs espanyols
Els distints tributs espanyols són classificats en la Llei General Tributària:
- Taxa: s'exigeixen quan s'utilitzen productes i serveis del domini públic.[1]
- Contribució especial: s'exigeixen quan s'obté un benefici o augment del valor dels béns a conseqüència de la realització d'obres públiques o algun servei públic.[2]
- Impost: s'exigeixen sense cap contraprestació quan es fa negoci o qualsevol acte que demostra que el contribuent té capacitat econòmica.[2] Els impostos poden, a la vegada, ser classificats segons distints criteris.
  - Segons la seua naturalesa:[2]
    - Directes
    - Indirectes

  - Segons l'element objectiu del pressupost del fet:[3]
    - Impost personal
    - Impost real

  - Segons les circumstàncies:[4]
    - Impost subjectiu
    - Impost objectiu

  - Segons la temporalitat:[4]
    - Impost periòdic
    - Impost instantani

Hi ha una discussió en la doctrina jurídica respecte si cal considerar les prestacions patrimonials de caràcter públic sinònim de tributs o si són altra classe d'ingressos públics.

## Història
La Constitució espanyola de 1978 establí que el sistema tributari espanyol havia de seguir el principi de progressivitat.
Un informe publicat el 2013 de l'Observatori sobre el repartiment dels impostos entre les llars espanyoles trobà que, tenint en compte els impostos indirectes, les famílies pobres (el 20% més pobre) eren, després del 10% de les més riques, les que més rebien pressió fiscal.
Segons explica el periodista Sergi Pitarch en un article publicat el 2016, el desigual sistema de finançament autonòmic suposa que les autonomies desafavorides es vegen obligades a incrementar els tributs per a augmentar els seus ingressos mentre que les afavorides redueixen els tributs, podent ser acusades de competència deslleial a nivell fiscal.
En gener de 2018, el ministre d'Hisenda, Cristóbal Montoro, anuncià que la recaptació de 2017 superava en 11.733 milions d'euros la del 2016, amb un 6,3% de millora, amb el que s'arribava als 197.982 milions d'euros, quantitat pròxima al rècord històric de 2007, donant per superada la crisi econòmica.

## Sistema tributari autonòmic
La Llei Orgànica de Finançament de les Comunitats Autònomes estableix en l'article 6.1 que les comunitats autònomes poden establir i exigir els seus propis tributs. Aquesta potestat està limitada en el cas de les comunitats autònomes de règim comú. Els tributs creats per la comunitats autònomes han sigut principalment sobre l'activitat de joc i els assumptes del medi ambient. Algunes han establit tributs com a penalitzacions cap a les conductes considerades antisocials.
El 2007, totes les comunitats autònomes, excepte Castella i Lleó, han establit tributs propis. Hi havien 47 impostos propis. La recaptació per impostos propis és molt baixa (menys del 2,5% del pressupost de la comunitat autònoma), excepte el cas canari.
Els rendiments efectius dels tributs que són cedits a les comunitats autònomes estan determinats per la Llei 21/2001, en el seus articles 22 i següents.

## Sistema tributari local
Els tributs de caràcter local estan regulats per les normes que regulen el sistema tributari espanyol en general més la Llei Reguladora de les Hisendes Locals. Hi formen part les taxes, els preus públics, les contribucions especials i els impostos i recàrrecs.
Els impostos generals del sistema tributari local són:
- Impost d'Activitats Econòmiques
- Impost de Béns Immobles
- Impost de Construcció, Instal·lacions i Obres
- Impost de Vehicles de Tracció Mecànica
- Impost sobre l'increment del valor dels terrenys de naturalesa urbana